# Motya nigropuncta
Motya nigropuncta är en fjärilsart som beskrevs av Druce 1900. Motya nigropuncta ingår i släktet Motya och familjen trågspinnare. Inga underarter finns listade i Catalogue of Life.